# Cem Öztabakci

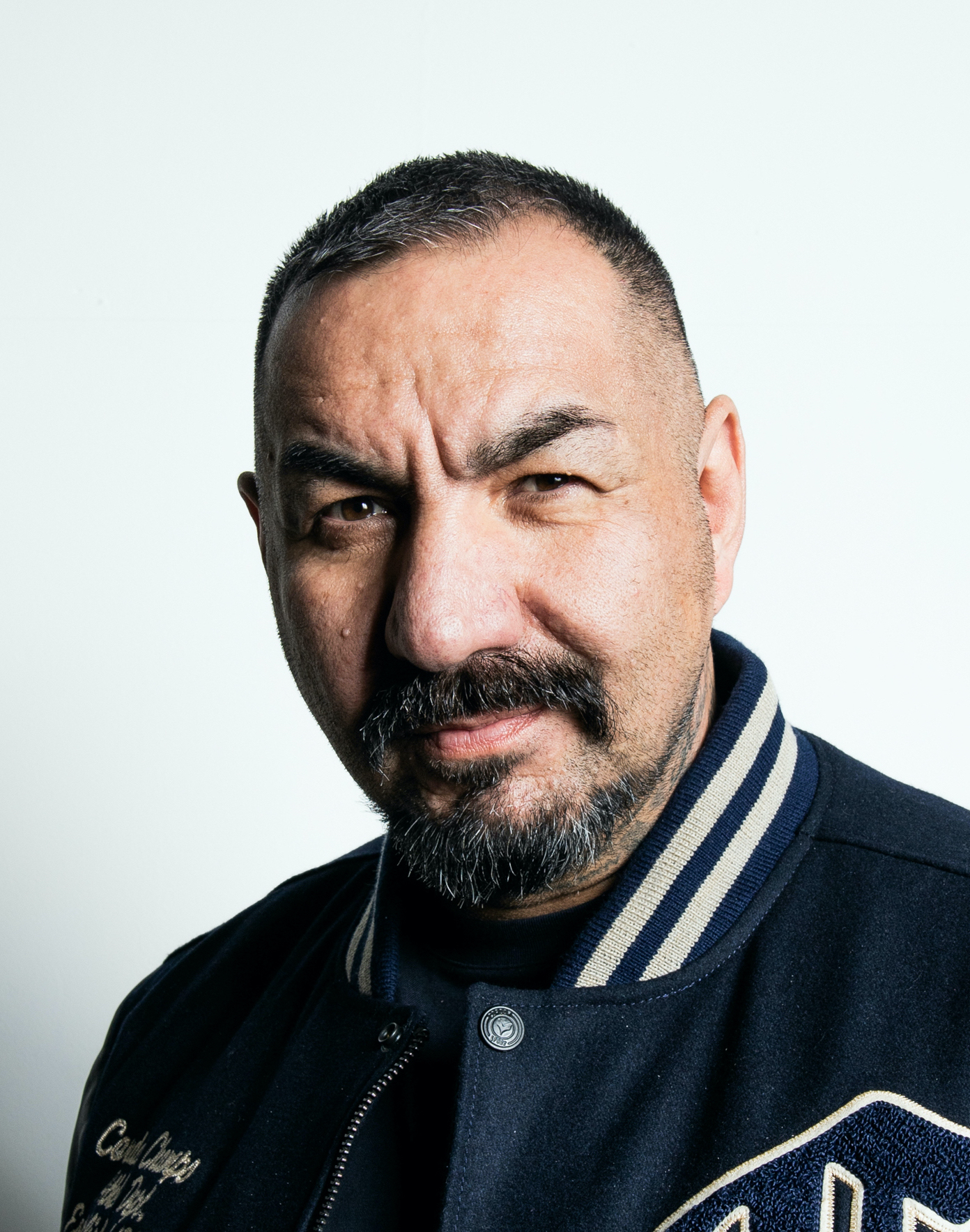
Cem Öztabakci 2022

Cem Öztabakci (* 1974 in Dortmund) ist ein deutscher Schauspieler und ein ehemaliger Gastronom aus Hamm.
Er ist der Personenschützer von Rapper Sido. Zudem betrieb er den Club Manhattan auf der Hammer Meile an der Südstraße.
Nach dieser Zeit hat Cem Öztabakci eine Karriere als Schauspieler begonnen.

## Filmografie
| - 2011: Blutzbrüdaz - 2017: Nur Gott kann mich richten - 2018/19: Der letzte Bulle - 2019: Gott, du kannst ein Arsch sein! - 2025: Haps | - 2017: Eine Braut kommt selten allein - 2019: Der Auftrag, Fernsehfilm ARD - 2021: One night off - 2023: Die Neue und der Bulle – Ein Duisburg Krimi - 2023: Tatort: Es grünt so grün, wenn Frankfurts Berge blüh’n | - 2018: Dogs of Berlin - 2019: Ein Fall für zwei, Freigänger - 2022: Para – Wir sind King - 2024: Uncivilized |